# Real Club Recreativo de Huelva
El Real Club Recreativo de Huelva, comunament abreujat a Recreativo de Huelva o simplement Recreativo o "Recre", és un club de futbol de la ciutat de Huelva a Andalusia. Va ser fundat el 1889, i és el club de futbol més antic del territori espanyol.

## Història
El club es fundà el 23 de desembre de 1889 com a Huelva Recreation Club per Charles Adams i el Dr. Alejandro Mackay, juntament amb personalitats i treballadors britànics de les empreses de Río Tinto. En els seus inicis el club practicava tant el críquet com el futbol enfront tripulants de vaixells anglesos que arribaven a la ciutat o membres de la colònia britànica. Va jugar el que actualment és considerat per la RFEF el primer partit jugat a territori espanyol davant el Club Anglès de Sevilla, format per empresaris anglesos residents a Sevilla; i també enfront dels combinats Club Anglès de Riotinto o Club Anglès de Gibraltar.

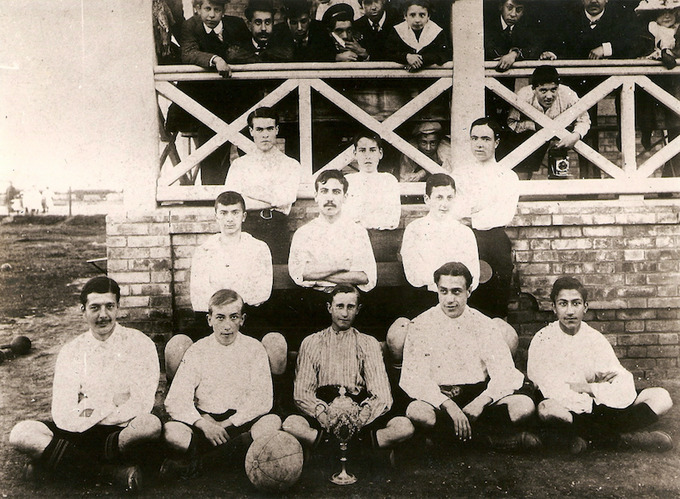
Una de les primeres fotos del Recreativo que es conserven (1906).
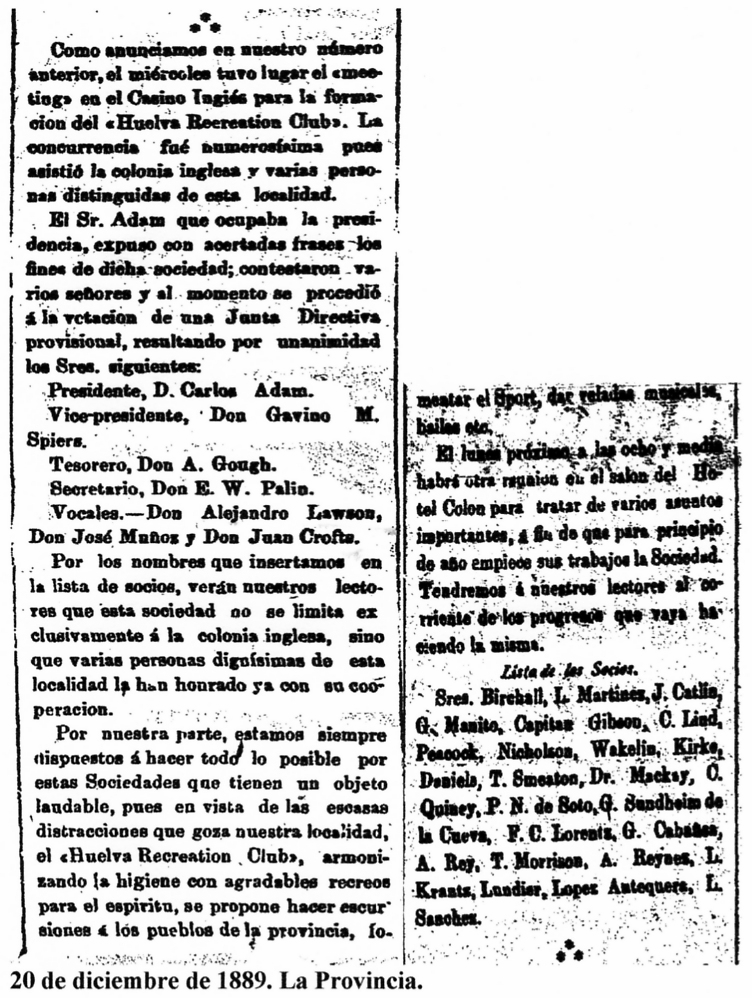
Notícia a "La Provincia", 20 de desembre de 1889, sobre la primera junta del club.
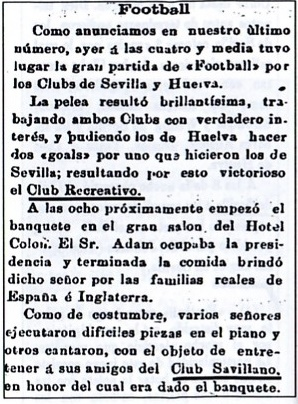
Notícia a "La Provincia", 30 de març de 1890, sobre el partit enfront del club anglès de Sevilla.

El 20 d'agost de 1892 el Recreation inaugura l'Estadi del Velòdrom, apte per la pràctica del futbol, dins del programa d'actes del IV Centenari del Descobriment d'Amèrica. A l'estadi, a més, s'hi practicava el criquet, el lawn tennis, el ciclisme, la boxa i el golf. L'any 1904 guanyà el seu primer campionat, un torneig organitzat pel Seaman's Institute. El 1906 es converteix en el primer club andalús que participa en el Campionat d'Espanya. L'any 1909 es concedí en el club el títol de Reial i hispanitzà el seu nom adoptant el de Real Club Recreativo.

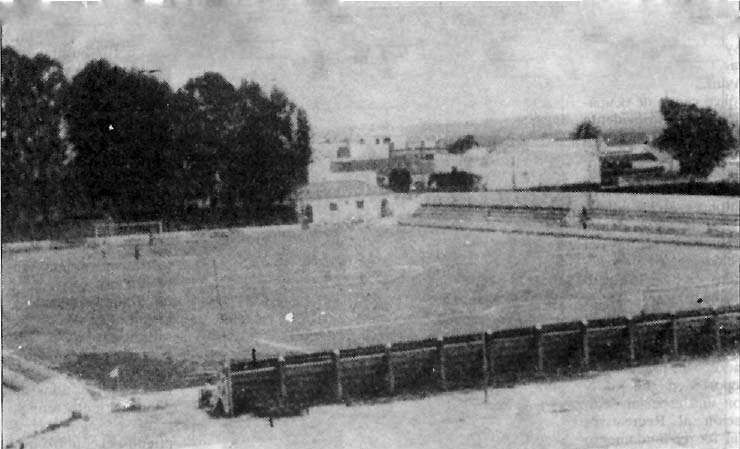
Estadi del Velòdrom, construït el 1892, primer estadi oficial del club.
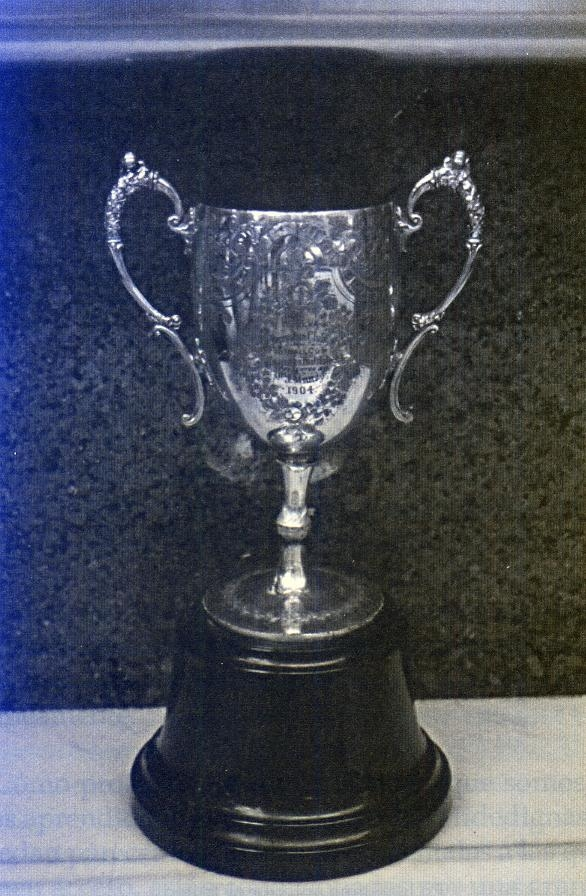
Copa Seamans Institute, trofeu més antic conservat pel club (1904).
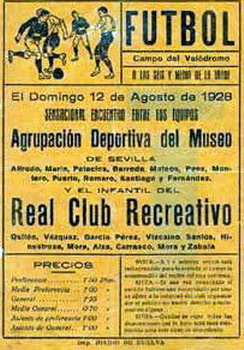
Anunci d'un partit a l'estadi del Velòdrom a finals dels anys 20.
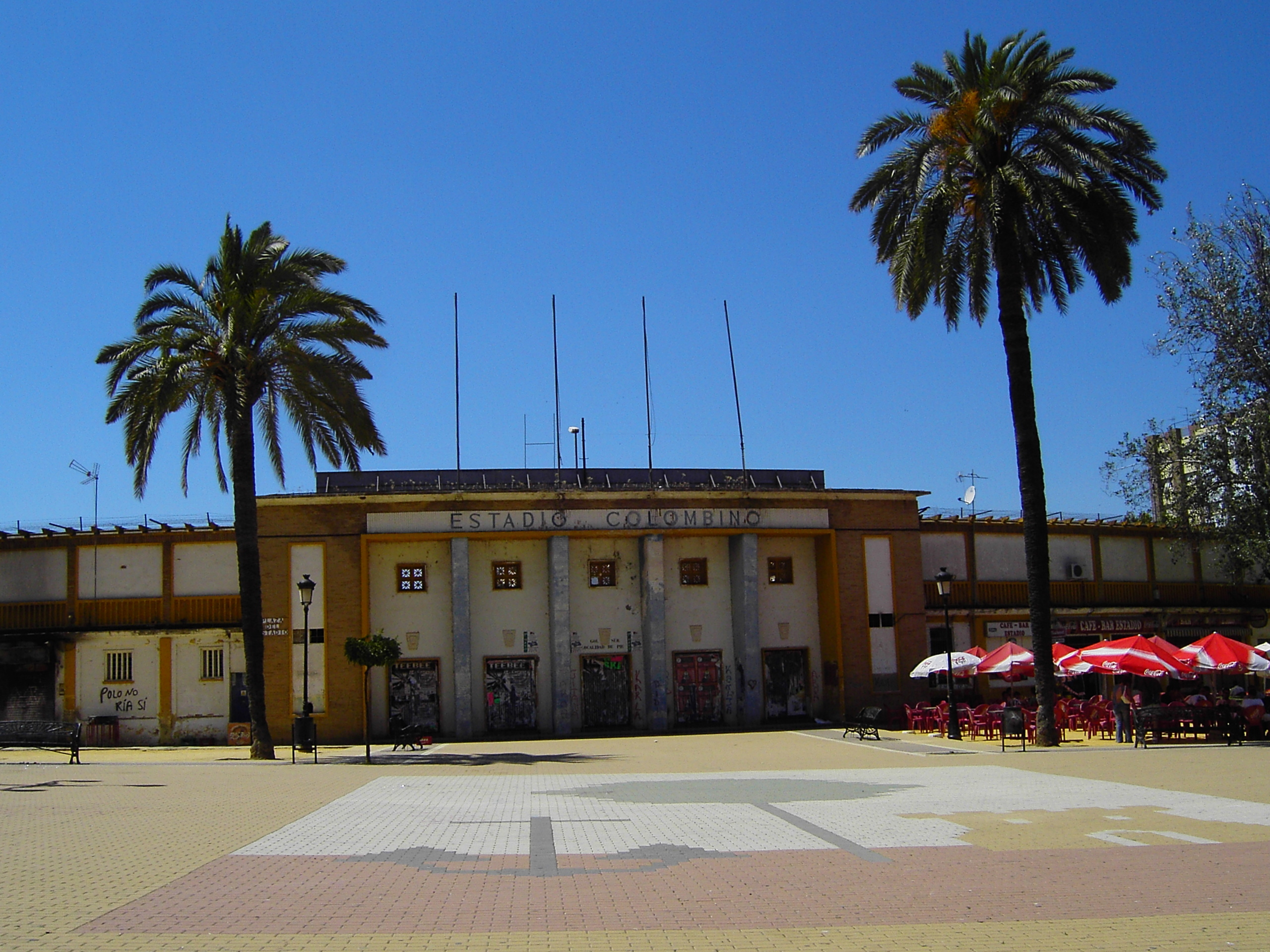
Antic Estadi Municipal Colombino (derruït el 2007).

El 1931 el club és sancionat per la Federació Sud i perd els seus drets federatius per manca de pagament d'una multa. L'entitat onubense per eludir la sanció canvia el nom per Onuba Football Club i s'inscriu en la Federació Extremenya, anomenada aleshores Federación de Fútbol del Oeste. Ja existí un club anomenat Onuba Football Club l'any 1910, però segons l'historiador Antonio Bálmont, aquest equip desaparegué vers el 1912. L'any 1940, per la llei que obligà a hispanitzar els noms, el club esdevé Club Recreativo Onuba i l'any 1945 adopta, de nou, el nom històric de Real Club Recreativo de Huelva. L'any 1957 inaugurà l'estadi Colombino. L'any 2001 inaugurà l'actual Estadi Nuevo Colombino. Des del 1965, el club organitza el Trofeu Colombino, un destacat torneig d'estiu.

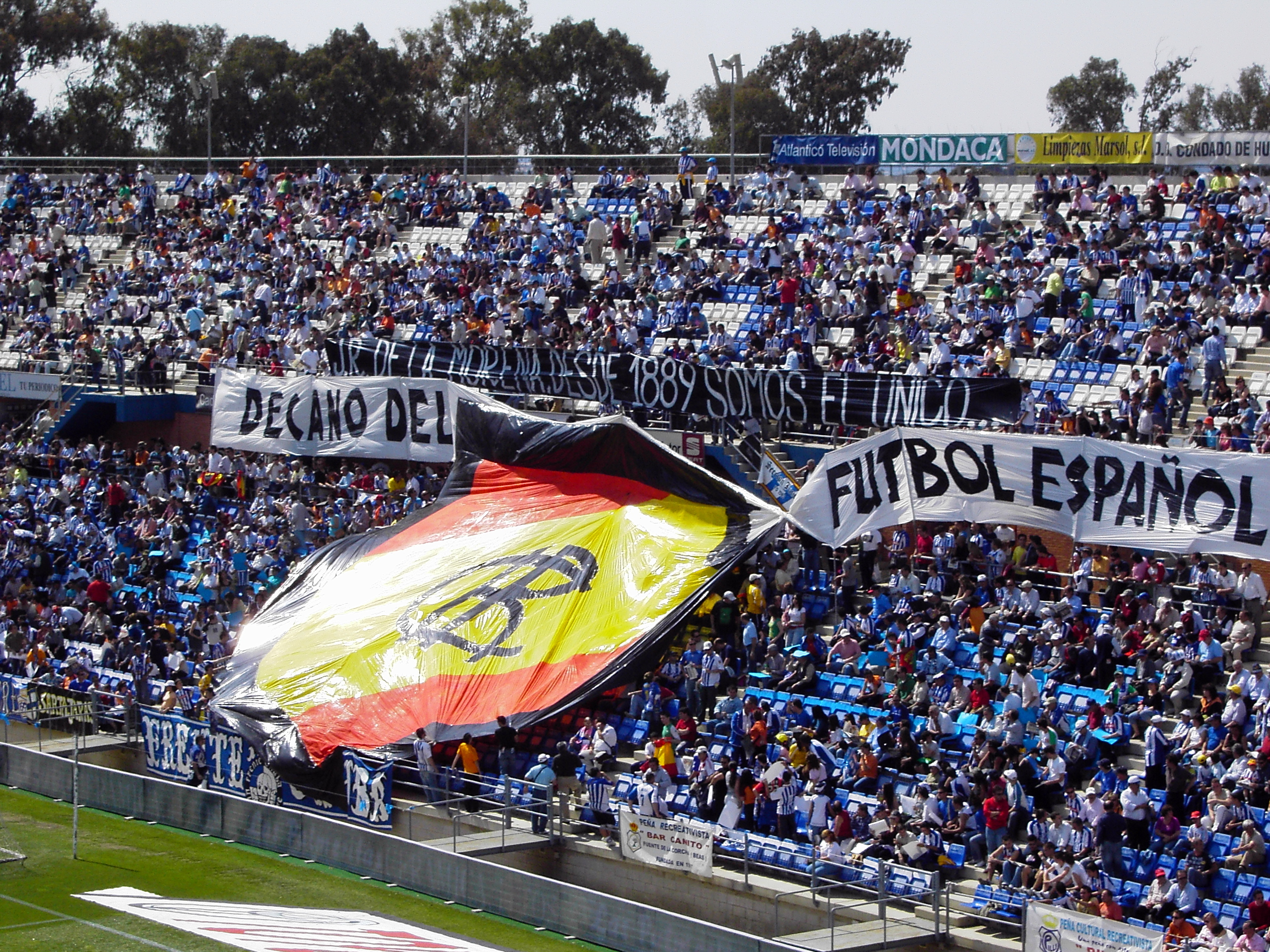
Seguidors durant un partit de lliga.
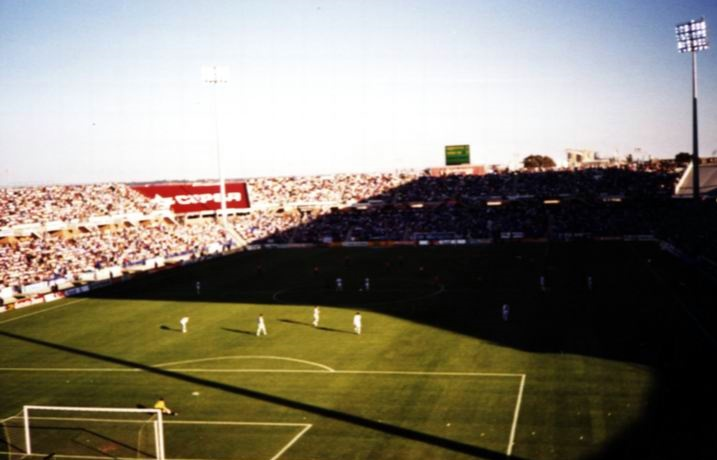
Imatge del partit Recreativo - Xerez que acabaria amb l'ascens a primera divisió.
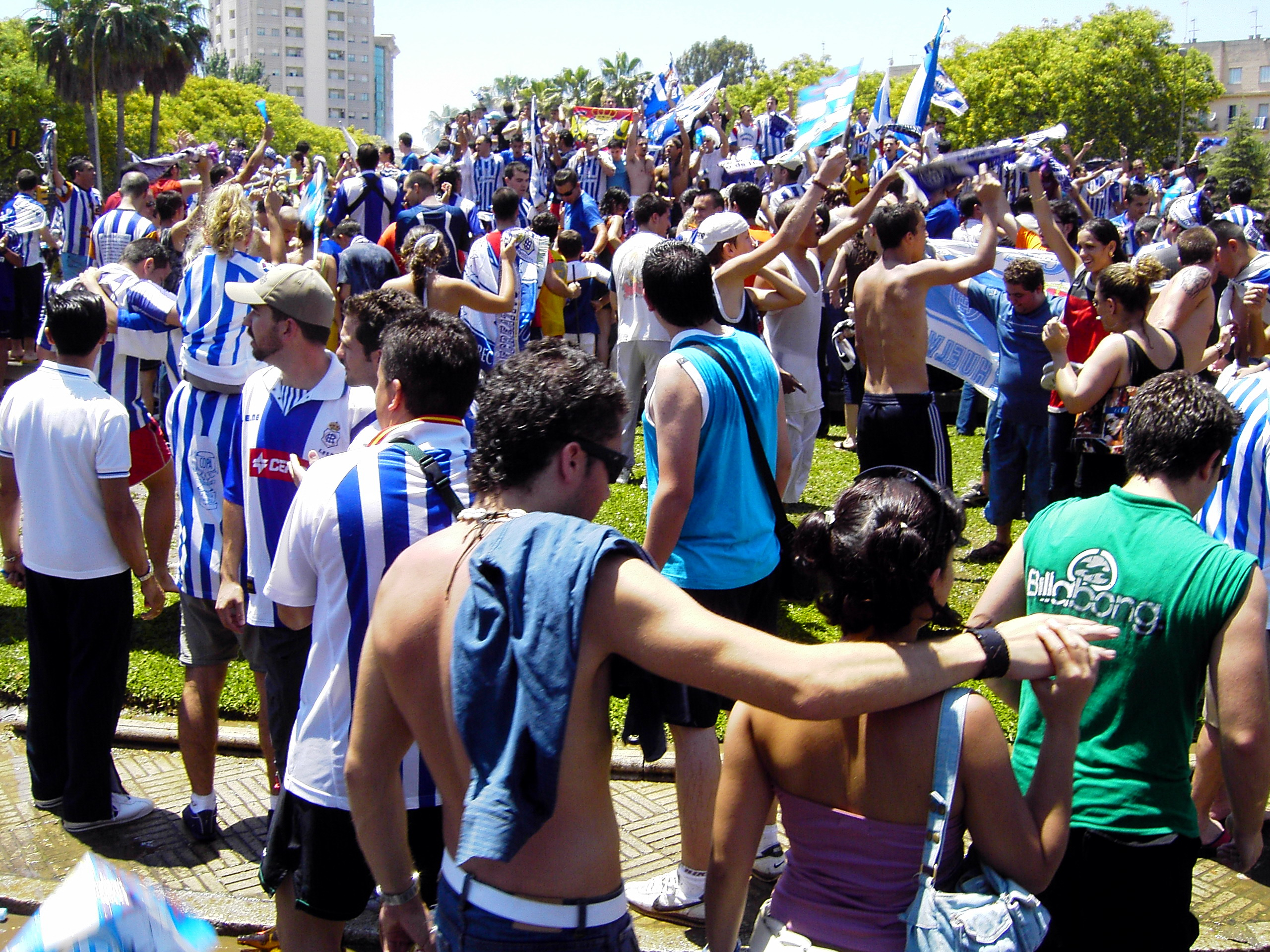
Aficionats celebrant el tercer ascens a primera divisió.

## Palmarès
- Segona divisió espanyola: 2005-06
- Campionat Regional Sud: 1917-18
- Subcampió de la Copa del Rei (Mallorca 3 - 0 Recreativo, temporada 02-03).
- 10 Trofeus Colombinos (1965, 1967, 1977, 1979, 1986, 1987, 1998, 2000, 2003, 2004)

## Uniforme
- Uniforme titular: Samarreta blanc-i-blava, pantalons blancs i mitges blanques.
- Uniforme alternatiu: Samarreta taronja amb pantaló vermell i mitges taronges.

## Estadi

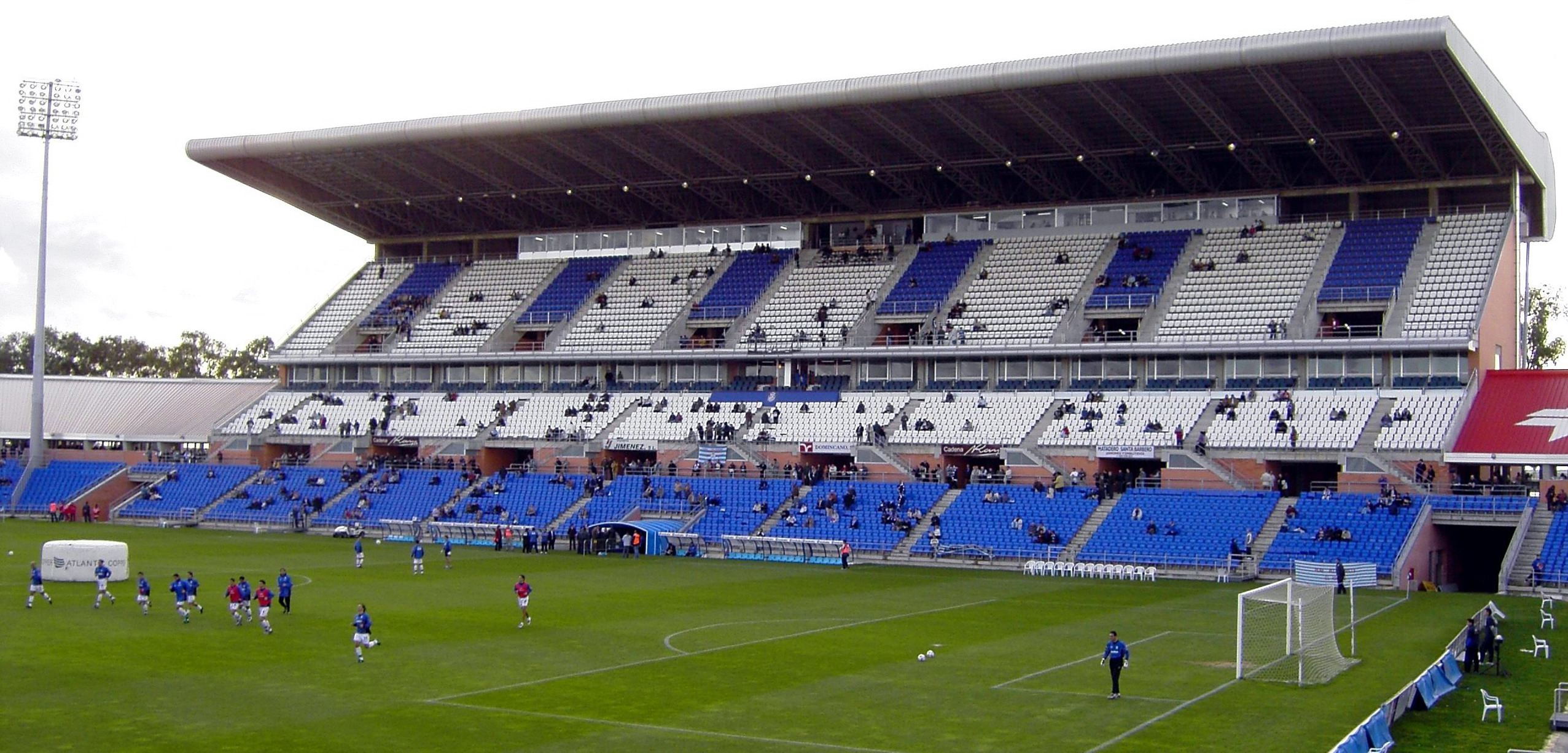
Tribuna principal del Nuevo Colombino.

L'Estadi Nuevo Colombino (Avinguda del Degà s/n) va ser inaugurat el 8 de novembre de 2001 en un partit amistós contra el Newcastle en el qual va guanyar el Recreativo. Però la seva inauguració oficial es va produir amb un partit que va enfrontar a les seleccions d'Espanya i Mèxic, sent aquesta la primera vegada que la selecció espanyola acudia a Huelva; el resultat va ser d'1-0 a favor dels espanyols i l'estadi es va omplir al màxim de la seva capacitat (20.161 persones).
L'estadi és utilitzat també com la seu del club, compost per diferents despatxos que organitzen tots els seus diferents estaments. A més posseeix un centre d'oci en discoteques i pubs anomenat Port Sud.
Els entrenaments s'estan portant a terme en la Ciutat Esportiva del Degà, als afores de la ciutat.

## Presidents
- 1889 a 1902 : Charles Adams.
- 1903 a 1906 : Alejandro Mackay.
- 1907 a 1918 : Manuel Pérez de Guzmán.
- 1918 a 1928 : José Pérez Pernil.
- 1928 a 1930 : W. Bronw.
- 1931 a 1939 : Ramón López García.
- 1939 a 1940 : Arturo López Damas.
- 1940 a 1942 : Juan Estefanía.
- 1943 a 1943 : Víctor Revilla i A. de la Corte.
- 1943 a 1944 : J. Maján i A. Minchón.
- 1944 a 1945 : Charlie Borton.
- 1945 a 1946 : Pedro Morón Blanco.
- 1947 a 1955 : Jerónimo Rodi García-Soria.
- 1955 a 1957 : Ramón López García (i gestora).
- 1958 a 1960 : Arturo López Damas.
- 1960 a 1961 : Luis Pérez Quevedo.
- 1964 a 1967 : José Luis Martín Berrocal.
- 1968 a 1969 : José Luis Díaz González.
- 1969 a 1970 : José Luis Martín Berrocal (i gestora).
- 1970 a 1971 : F. Díaz Ortega i J.L.García.
- 1971 a 1975 : José Luis Martín Berrocal.
- 1975 a 1978 : José Martínez Oliva.
- 1978 a 1979 : José Martínez Oliva (i gestora).
- 1979 a 1984 : José Antonio Muñoz Lozano.
- 1984 a 1988 : J. A. Mancheño Jiménez.
- 1988 a 1991 : Juan Andivia Sardiña.
- 1991 a 1992 : Antonio Pereira Lagares.
- 1992 a 1993 : Miguel Galardi Cobos.
- 1993 a 1994 : Miguel Galardi Cobos (i gestora).
- 1995 a 2000 : Diego de la Villa Ortiz.
- 2000 a 2001 : José España Prieto.
- 2001 a 2010 : Francisco Mendoza.
- 2010 : José Miguel de la Corte

## Estadístiques
- Temporades a 1a: 2.
- Temporades a 2a: 33.
- Temporades a 2a B: 8.
- Temporades a 3a: 26.
- Partits jugats a 1a:  72.
- Victòries a 1a:  16.
- Empats a 1a:  17.
- Derrotes a 1a:  39.
- Millor posició a la lliga: 15è
- Pitjor posició a la lliga: 18è
- Posició històrica: 50è

- Major victòria com a local a la Lliga

| Recreativo de Huelva | 5–0 | Vila-real CF |
| -------------------- | --- | ------------ |
|                      |     |              |

 Estadi Colombino, (Huelva)        
- Major victòria com a visitant a la Lliga

| Reial Madrid CF | 0–3 | Recreativo de Huelva |
| --------------- | --- | -------------------- |
|                 |     |                      |

 Estadi Santiago Bernabéu, (Madrid)        
- Major derrota com a local a la Lliga

| Recreativo de Huelva | 1–5 | Burgos CF |
| -------------------- | --- | --------- |
|                      |     |           |

 Estadi Colombino, (Huelva)        
- Major derrota com a visitant a la Lliga

| Reial Mallorca | 7–1 | Recreativo de Huelva |
| -------------- | --- | -------------------- |
|                |     |                      |

 Ono Estadi, (Mallorca)        